# 索姆奈縣 (田納西州)
索姆奈縣（英語：Sumner County）是美國田納西州北部的一個縣，北鄰肯塔基州。面積1,407平方公里。根據美國2000年人口普查，共有人口130,449。縣治加拉亭 (Gallatin)。
成立於1786年11月18日。縣名紀念代表美國獨立戰爭時期在北卡羅萊納州對抗英國軍隊的杰思罗·萨姆纳。